# 繪架座κ
繪架座κ，又名CP-56 840，HD 35580、SAO 233952、HR 1801，是繪架座的一颗恒星，视星等为6.11，位于銀經264.19，銀緯-34.51，其B1900.0坐标为赤經5h 20m 31.5s，赤緯-56° -34.51′ 42″。